# Thelotrema albomaculatum
Thelotrema albomaculatum är en lavart som beskrevs av Sipman 1992. Thelotrema albomaculatum ingår i släktet Thelotrema och familjen Thelotremataceae.   Inga underarter finns listade i Catalogue of Life.